# Dirksia pyrenaea
Dirksia pyrenaea là một loài nhện trong họ Hahniidae.
Loài này thuộc chi Dirksia. Dirksia pyrenaea được miêu tả năm 1898 bởi Eugène Simon.